# Alto Belice Corleonese
L'Alto Belice Corleonese è una delle destinazioni turistiche scelta dal  Progetto Destinazioni Europee di Eccellenza (o EDEN, acronimo di European Destinations of ExcellEnce),  promosso dalla Commissione europea per la selezione in ogni stato membro di destinazioni proposte come esempio di buona prassi per il turismo sostenibile.
L'Alto Belice Corleonese si estende a sud di Palermo, all'interno, verso le province di Trapani e Agrigento. Ne fanno parte 23 comuni: Altofonte, Belmonte Mezzagno, Bisacquino, Bolognetta, Campofiorito, Camporeale, Contessa Entellina, Cefalà Diana, Chiusa Sclafani, Corleone, Giuliana, Godrano, Mezzojuso, Marineo, Monreale, Palazzo Adriano, Piana degli Albanesi, Prizzi, Roccamena, San Cipirello, San Giuseppe Jato, Santa Cristina Gela, Villafrati.
La superficie è di 1760 km² e si estende dai  monti sopra Palermo sino alla Rocca Busambra. Poco più a sud inizino i Monti Sicani.
Gli abitanti sono circa 130.000
Storicamente questo  territorio coincide con quello della Diocesi di Monreale, che si estendeva dalle porte di Palermo verso l'Alta Valle del Belice e verso il Corleonese.  La sua identità è stata riconosciuta dall'Unione Europea, dallo Stato italiano e dalla Regione Siciliana, che hanno finanziato programmi territoriali unitari di sviluppo territoriale. Ciò avviene  a partire dagli anni '90.  Oggi il comprensorio gode di un riconoscimento sia istituzionale, sia da parte dell'opinione pubblica, per motivi  soprattutto turistici.